# Justine Dufour-Lapointe
Justine Dufour-Lapointe (n. 25 martie 1994, Montréal, provincia Québec, Canada) este o sportivă ce a reprezentat Canada, medaliată olimpică. A participat la 2 ediții ale Jocurilor Olimpice (2014, 2018) în care a câștigat o medalie de aur.